# Тихо (кратер)
Тихо (лат. Tycho) — імпактний кратер діаметром 85 км на видимому боці Місяця. Це молодий, добре збережений та один із найвидовищніших місячних кратерів: він оточений системою величезних яскравих променів, особливо добре видимих під час повні. Названий на честь данського астронома Тихо Браге.
Тихо розташований у «материковій» місцевості, багатій на кратери різних розмірів, що перекривають один одного. Так, південніше нього лежить кратер Стріт, східніше — Пікте, а на північ-північ-схід — Сассерід. Серед дрібних кратерів околиць багато вторинних — таких, що з'явилися при падінні уламків, викинутих при появі Тихо.

## Назва
Кратер Тихо названо на честь данського астронома Тихо Браге. Це ім'я йому дав 1651 року італійський астроном-єзуїт Джованні Річчолі — засновник сучасної номенклатури деталей поверхні Місяця. 1935 цю назву разом із багатьма іншими традиційними місячними назвами затвердив Міжнародний астрономічний союз. Окрім того, на честь видатного данського астронома названо 105-кілометровий кратер Тихо Браге на Марсі.
Інші місячні картографи давнини називали цей кратер інакше. П'єр Гассенді, який 1635–1637 року разом із колегами створив кілька дуже якісних як на той час місячних карт, дав йому назву Umbilicus Lunaris («Пуп Місяця»). Міхаель ван Лангрен 1645 назвав кратер Vladislai IV на честь Владислава IV Вази, короля Польщі. Ян Гевелій 1647 назвав кратер горою Синай (Sinai Mons), а найпримітніші його промені — іменами земних гірських хребтів.

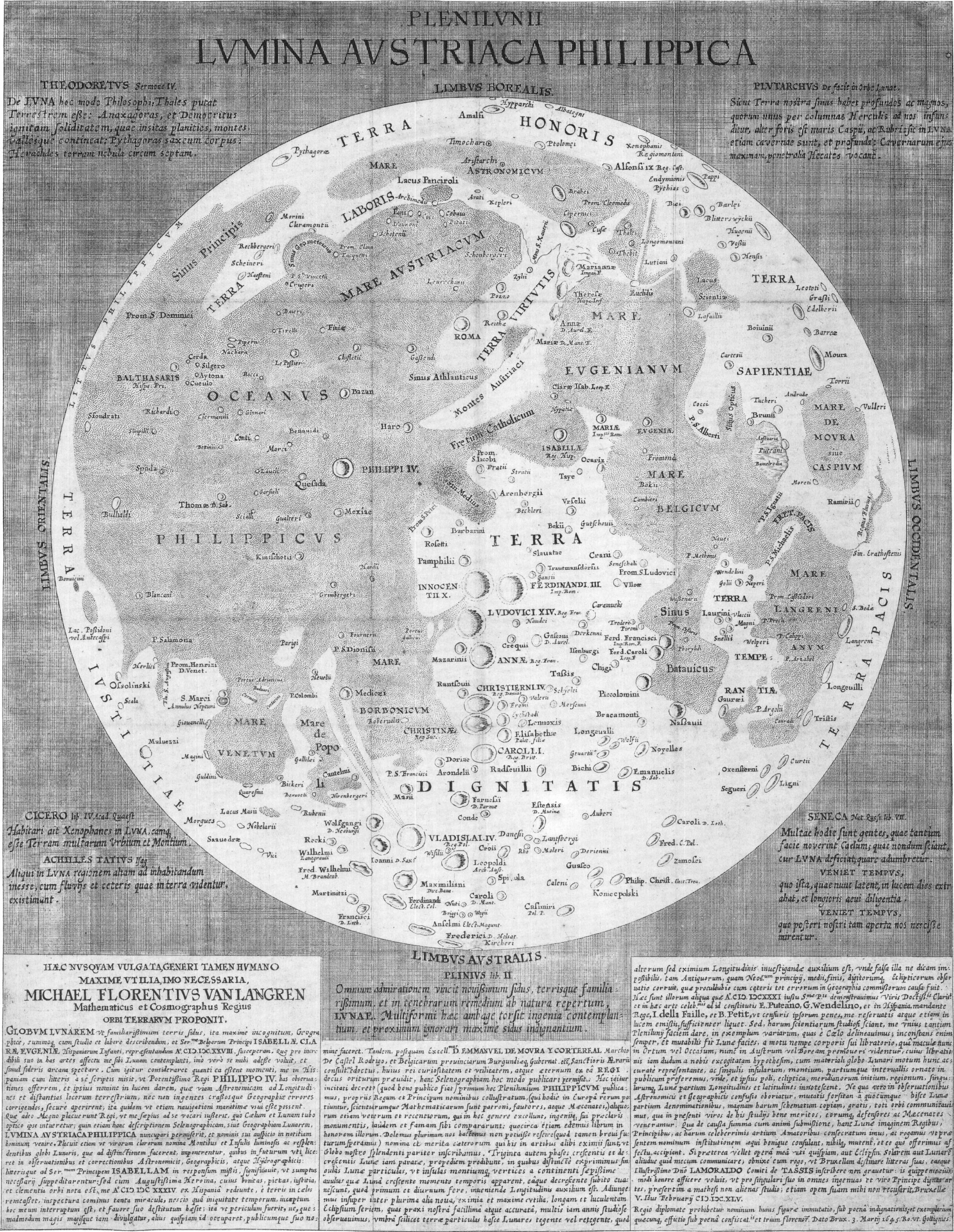
Карта Лангрена (1645)
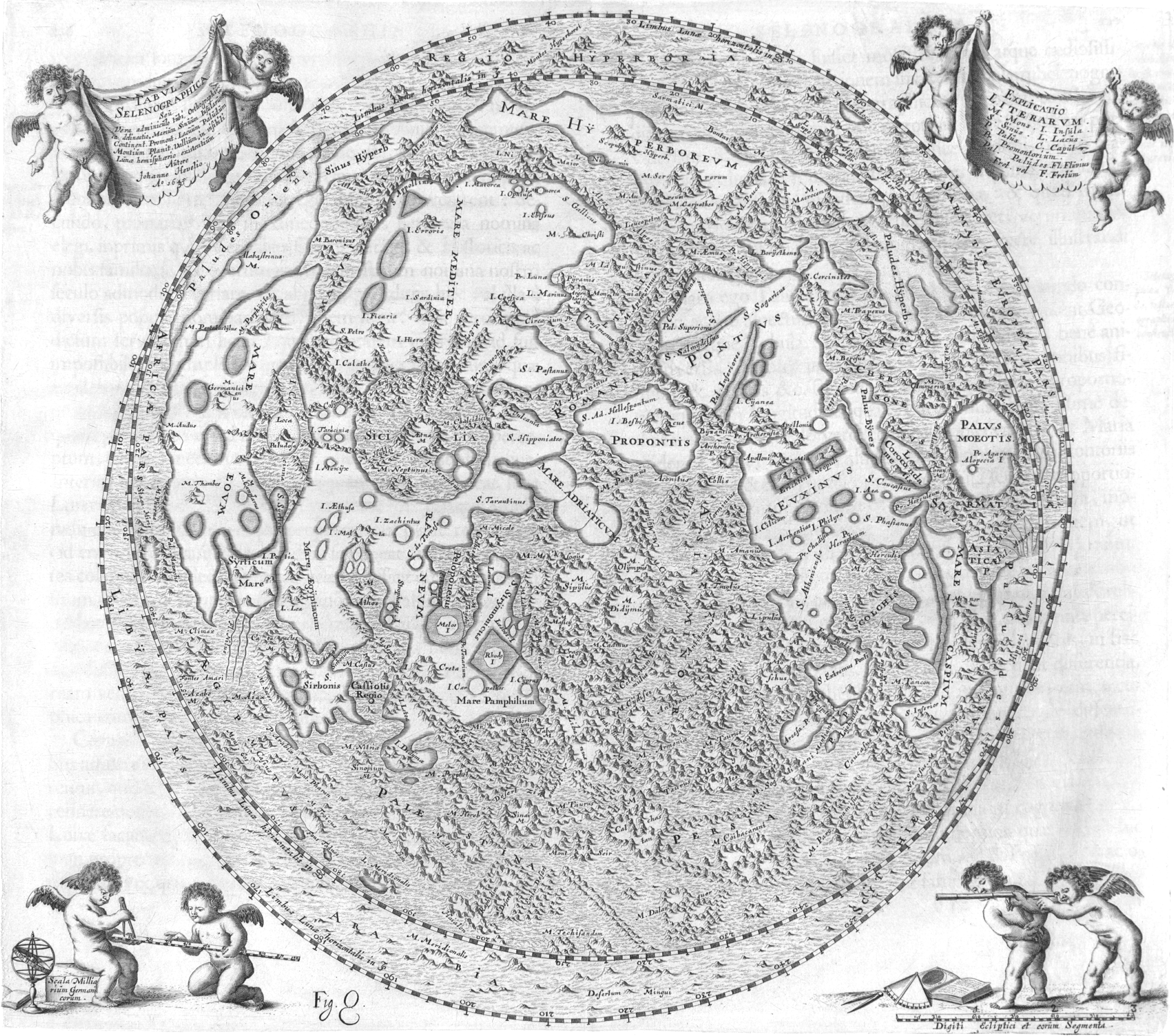
Карта Гевелія (1647)
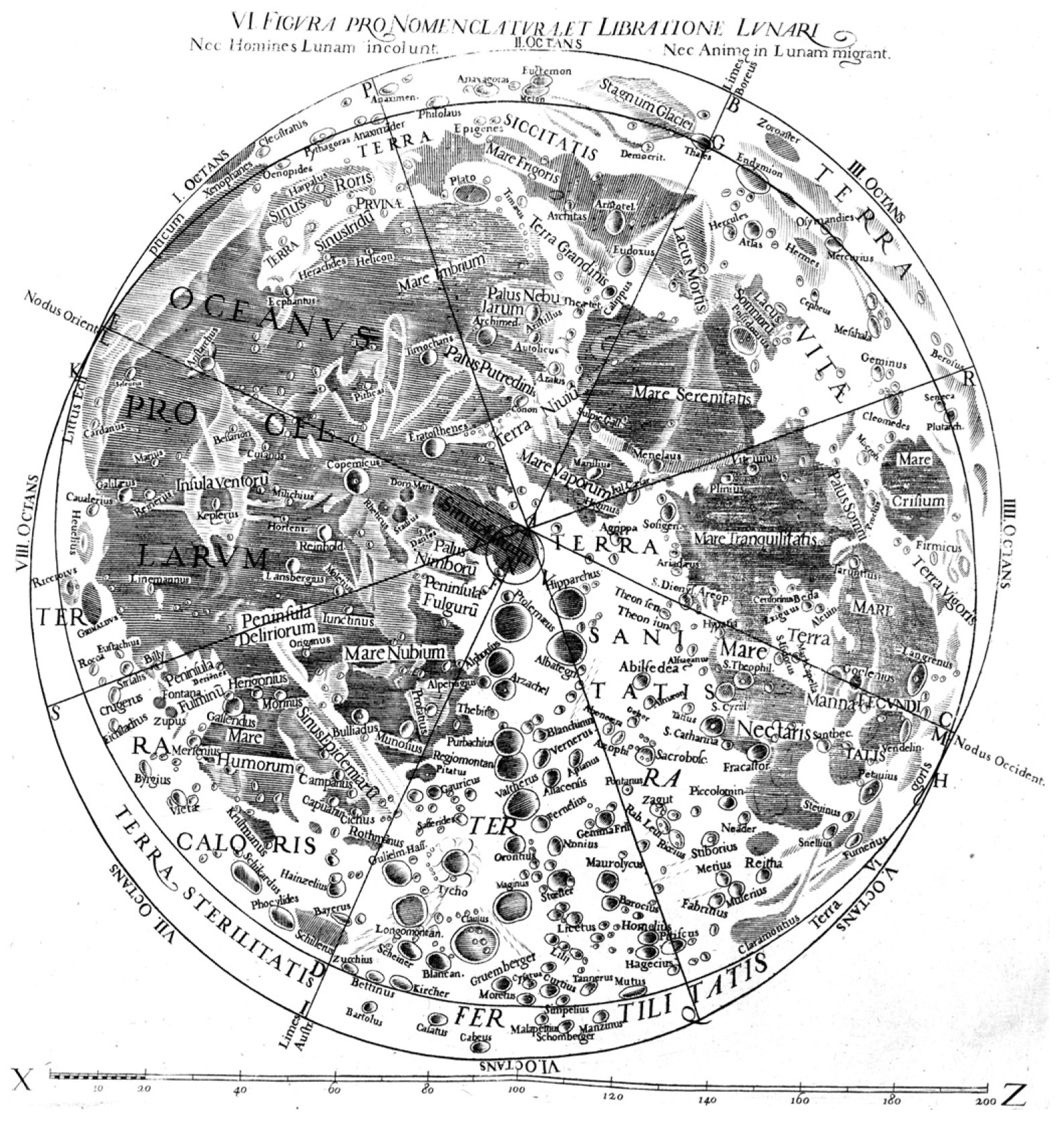
Карта Річчолі (1651)

## Опис
Тихо — молодий кратер, і тому добре зберігся та має чіткі обриси (на відміну від старих кратерів, напівзруйнованих подальшими ударами). Його дно відносно яскраве, а крім того, він оточений яскравим ореолом і системою довгих яскравих променів, що складаються з викинутої при ударі речовини. Ці промені найкраще видно тоді, коли Сонце там знаходиться високо над горизонтом (тобто приблизно тоді, коли ми бачимо Місяць повним). Але їх можна спостерігати навіть на молодику, освітленому лише попелястим світлом.
Промені Тихо тягнуться не менш ніж на 2000 км, а можливо, й удвічі далі. Найдовший промінь, який, за поширеною версією, належить кратеру Тихо, ділить навпіл Море Ясності і продовжується далі аж до Моря Холоду — на 4000 км від кратера (3/4 довжини місячного меридіану). Але він починається на великій віддалі від Тихо (на краю Моря Ясності) і не виключено, що його походження пов'язане з кратером Менелай.
Навколо Тихо, здебільшого в променях, розкидані численні його вторинні кратери. Кількість таких кратерів розміром >63 м оцінюють у 106−107.
Кільцевий вал Тихо більш темний, ніж дно та ореол. На валу та в його найближчих околицях нема променів — вони починаються далі. Ця темна зона, можливо, вкрита породами, винесеними ударом з глибини.
На внутрішньому схилі валу Тихо є зсуви та тераси. Центральна частина дна плоска, але поцяткована дрібними пагорбами. Є ознаки того, що колись дном кратера розливалися розплавлені (ймовірно, ударом) породи. На детальних знімках дна Тихо видно сітку тріщин. Центральна гірка кратера височіє над його дном на 1,6 км. На північному сході від основного масиву гірки є менший пік.
Середня висота валу Тихо — близько 1,2 км над місячним рівнем відліку висот (тоді як максимальна — 1,82 км), а середня глибина дна — близько 3,3 км (максимальна — 3,54 км). Таким чином, середня глибина кратера складає близько 4,5 км, а повний інтервал висот — 5,36 км.
Інфрачервоні спостереження місячної поверхні під час затемнення показали, що Тихо, як і інші молоді кратери, охолоджується повільніше за інші ділянки поверхні й залишається «гарячою точкою». Це наслідок того, що він ще не вкритий теплоізолюючим шаром дрібних уламків породи. Цей ефект для цього кратера сягає близько 50°.

## Геологічна історія
Тихо — відносно молодий кратер: його вік оцінюють у 109±4 мільйонів років (результат аналізу зразків породи, взятих «Аполлоном-17» з променя цього кратера за 2250 кілометрів від нього). Це наймолодший з великих кратерів Місяця. Такий вік вказує на те, що астероїд, удар якого створив цей кратер, міг бути членом родини Баптистини (до якої, за однією з версій, належав і астероїд, що створив кратер Чиксулуб і зробив внесок у вимирання динозаврів). Але в 2011 році орбітальний телескоп WISE отримав дані, що суперечать цій версії.
З 1950-х до 1990-х років спеціаліст з аеродинаміки Дін Чапман (НАСА) та інші розвивали гіпотезу місячного походження тектитів. Згідно з нею, так звані австралазійські тектити походять з одного з променів викидів з кратера Тихо — так званого променя Росса. Для підтримки цієї гіпотези застосовували складні комп'ютерні моделі траєкторій та численні тести в аеродинамічній трубі, але для остаточного вирішення питання потрібні зразки породи зі згаданого променя.

## Дослідження
Кратер Тихо було відмічено на місячних картах ще в XVII столітті, і завдяки розвитку телескопобудування його дослідження поступово просувалося вперед. Прорив стався тоді, коли Місяць почали досліджувати орбітальні апарати. Так, кратер був відзнятий з високою роздільною здатністю апаратом «Лунар Орбітер-5» (англ. Lunar Orbiter 5), що працював у 1967–1968. Згодом його, як і інші ділянки місячної поверхні, фотографували з іще більшою детальністю інші космічні апарати.
У січні 1968 року поряд із кратером (дещо північніше) приземлився автоматичний апарат «Сервеєр-7». Він передав дані про хімічний склад поверхні — виявилося, що він не такий, як у морях. З даних апарата було зроблено висновок, що одним з основних компонентів порід місячних височин є анортозит — мінерал, багатий на алюміній.

## Супутні кратери
Ці кратери, розташовані в околицях Тихо, називаються його ім'ям із додаванням великої латинської літери. На картах літера ставиться з того боку від їхнього центру, що найближчий до кратера Тихо.
| Тихо | Координати                                                | Діаметр, км |
| ---- | --------------------------------------------------------- | ----------- |
| A    | 39°56′ пд. ш. 12°04′ зх. д. / 39.94° пд. ш. 12.07° зх. д. | 29          |
| B    | 43°59′ пд. ш. 13°55′ зх. д. / 43.99° пд. ш. 13.92° зх. д. | 14          |
| C    | 44°07′ пд. ш. 13°28′ зх. д. / 44.12° пд. ш. 13.46° зх. д. | 7           |
| D    | 45°35′ пд. ш. 14°04′ зх. д. / 45.58° пд. ш. 14.07° зх. д. | 26          |
| E    | 42°20′ пд. ш. 13°40′ зх. д. / 42.34° пд. ш. 13.66° зх. д. | 13          |
| F    | 40°55′ пд. ш. 13°13′ зх. д. / 40.91° пд. ш. 13.21° зх. д. | 17          |
| H    | 45°17′ пд. ш. 15°55′ зх. д. / 45.29° пд. ш. 15.92° зх. д. | 8           |
| J    | 42°35′ пд. ш. 15°25′ зх. д. / 42.58° пд. ш. 15.42° зх. д. | 11          |
| K    | 45°11′ пд. ш. 14°23′ зх. д. / 45.18° пд. ш. 14.38° зх. д. | 6           |
| P    | 45°26′ пд. ш. 13°04′ зх. д. / 45.44° пд. ш. 13.06° зх. д. | 7           |
| Q    | 42°30′ пд. ш. 15°59′ зх. д. / 42.50° пд. ш. 15.99° зх. д. | 20          |
| R    | 41°55′ пд. ш. 13°41′ зх. д. / 41.91° пд. ш. 13.68° зх. д. | 4           |
| S    | 43°28′ пд. ш. 16°18′ зх. д. / 43.47° пд. ш. 16.30° зх. д. | 3           |
| T    | 41°09′ пд. ш. 12°37′ зх. д. / 41.15° пд. ш. 12.62° зх. д. | 14          |
| U    | 41°05′ пд. ш. 13°55′ зх. д. / 41.08° пд. ш. 13.91° зх. д. | 20          |
| V    | 41°43′ пд. ш. 15°26′ зх. д. / 41.72° пд. ш. 15.43° зх. д. | 4           |
| W    | 43°18′ пд. ш. 15°23′ зх. д. / 43.30° пд. ш. 15.38° зх. д. | 21          |
| X    | 43°50′ пд. ш. 15°15′ зх. д. / 43.84° пд. ш. 15.25° зх. д. | 12          |
| Y    | 44°07′ пд. ш. 15°56′ зх. д. / 44.12° пд. ш. 15.93° зх. д. | 22          |
| Z    | 43°14′ пд. ш. 16°21′ зх. д. / 43.23° пд. ш. 16.35° зх. д. | 23          |